# Апелин
Апелин (ANGIOTENSIN RECEPTOR-LIKE 1, AGTRL1, APJ) — эндогенный лиганд, свойства которого подобны свойствам лиганда рецептора ангиотензина-I(II). Обладает положительным инотропным воздействием на сократимость миокардиальной ткани; преимущественно действие апелина выражено при воздействии на повреждённую ткань. In vivo апелин локализован в эндокарде правого предсердия.